# Pancy-Courtecon
Pancy-Courtecon är en kommun i departementet Aisne i regionen Hauts-de-France i norra Frankrike. Kommunen ligger  i kantonen Craonne som ligger i arrondissementet Laon. År 2022 hade Pancy-Courtecon 56 invånare.

## Befolkningsutveckling
Antalet invånare i kommunen Pancy-Courtecon
Referens: INSEE